# 3451 Mentor
3451 Mentor (1984 HA1) là một thiên thể Troia của Sao Mộc, trong nhóm Troia, được phát hiện ngày 19 tháng 4 năm 1984 bởi A. Mrkos ở Klet.